# Heinrich Rickert (politiker)

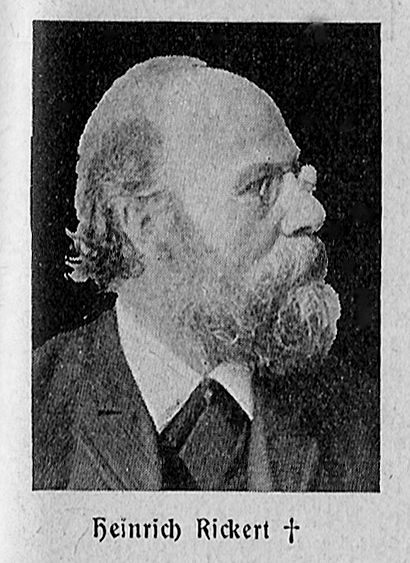
Heinrich Rickert.

Heinrich Edwin Rickert, född 27 december 1833 i Putzig, död 3 november 1902 i Berlin, var en tysk politiker. Han var far till filosofen Heinrich Rickert.
Rickert blev 1858 redaktör för "Danziger Zeitung" i Danzig, invaldes 1870 i preussiska deputeradekammaren och 1874 i tyska riksdagen. Till 1880 tillhörde han Nationalliberale Partei, anslöt sig därefter till Liberale Vereinigung och blev efter dennas sammanslagning med Deutsche Fortschrittspartei (1884) en av ledarna för det nya Deutsche Freisinnige Partei. Då detta 1893 splittrades, blev Rickert, som stödde Leo von Caprivis arméförslag, ledare för Freisinnige Vereinigung och verkade på denna post till sin död. Han ägde grundliga statsfinansiella kunskaper och tog framträdande andel i behandlingen inom riksdag och lantdag av finansfrågor. Han understödde regeringens kolonialpolitik, men var bestämd motståndare till dess protektionistiska tullpolitik.